# Matthias Bischl
Matthias Bischl (* 21. August 1988) ist ein ehemaliger deutscher Biathlet.

## Karriere
Matthias Bischl stammt aus Obersöchering und startete für den SV Söchering. Obwohl er schon lange im weiteren Kreis des deutschen Nationalkaders befand, konnte er sich lange Zeit nicht für internationale Wettbewerbe qualifizieren, nicht für den Biathlon-Weltcup, den IBU-Cup und auch nicht für Rennen im Junioren-IBU-Cup, der Junioren-Weltmeisterschaften oder Junioren-Europameisterschaften. Grund waren neben stärkeren Leistungen anderer deutscher Athleten auch immer wieder Verletzungen. Erfolge feierte er indessen auf nationaler Ebene im Deutschlandpokal oder im Alpencup. Seine ersten internationalen Rennen konnte er zum Auftakt der Saison 2011/12 im IBU-Cup bestreiten. Erstes Rennen wurde ein Sprint in Östersund, bei dem er als 25. sofort in die Punkteränge lief. Bei einem weiteren Sprint an selber Stelle konnte er sich noch am selben Wochenende bis auf einen 13. Platz und damit in die Nähe der Top-Ten-Ränge verbessern. Sein längere Zeit bestes Einzel-Ergebnis war ein 12. Platz, erreicht bei einem Sprint in Ridnaun. Eine erste Podiumsplatzierung erreichte Bischl im Januar 2012 bei einem Staffelrennen in Haute-Maurienne, bei dem er an der Seite von Fabian Bekelaer, Benedikt Doll und Daniel Graf hinter den Vertretungen aus Norwegen und der Ukraine Dritter wurde. 2009 bis 2011 gewann er an der Seite seiner Trainingspartnerin Magdalena Neuner den City Biathlon in Garmisch. Bei den Biathlon-Europameisterschaften 2012 in Osrblie gewann Bischl mit Daniel Böhm, Johannes Kühn und Erik Lesser erneut den Titel im Staffelrennen sowie den Titel im Einzel und Bronze im Verfolgungsrennen.
Mit Beginn der Saison 2015/2016 erreichte er bei einem Sprint im schwedischen Idre als Dritter erstmals im IBU-Cup einen Einzel-Podestplatz.
Im Weltcup-Winter 2015/16 kam Bischl beim Sprint in Hochfilzen zu seinem ersten Weltcup-Einsatz. Mit seinem 58. Rang im Sprintrennen qualifizierte er sich für das folgende Verfolgungsrennen, das er auf dem 49. Rang beendete. Er gewann 2017 – gemeinsam mit Anna Weidel – erneut den City Biathlon in Garmisch.
Im April 2018 verkündete Bischl seinen Rücktritt vom aktiven Leistungssport.

## Statistiken

### Weltcupplatzierungen
Die Tabelle zeigt alle Platzierungen (je nach Austragungsjahr einschließlich Olympische Spiele und Weltmeisterschaften).
- 1.–3. Platz: Anzahl der Podiumsplatzierungen
- Top 10: Anzahl der Platzierungen unter den ersten zehn (einschließlich Podium)
- Punkteränge: Anzahl der Platzierungen innerhalb der Punkteränge (einschließlich Podium und Top 10)
- Starts: Anzahl gelaufener Rennen in der jeweiligen Disziplin
- Staffel: inklusive Mixed- und Single-Mixed-Staffeln

| Platzierung         | Einzel | Sprint | Verfolgung | Massenstart | Staffel | Gesamt |
| ------------------- | ------ | ------ | ---------- | ----------- | ------- | ------ |
| 1. Platz            |        |        |            |             |         |        |
| 2. Platz            |        |        |            |             |         |        |
| 3. Platz            |        |        |            |             |         |        |
| Top 10              |        |        |            |             |         |        |
| Punkteränge         |        | 3      | 3          |             |         | 6      |
| Starts              | 1      | 5      | 5          |             |         | 11     |
| Stand: Karriereende |        |        |            |             |         |        |

## Einzelbelege
1. ↑  Kein Startplatz für Bischl im Europacup (Memento des Originals vom 13. Dezember 2016 im Internet Archive)  Info: Der Archivlink wurde automatisch eingesetzt und noch nicht geprüft. Bitte prüfe Original- und Archivlink gemäß Anleitung und entferne dann diesen Hinweis.
2. ↑  Biathlet Matthias Bischl will nach krankheitsbedingten Ausfällen angreifen

| Personendaten    | Personendaten      |
| ---------------- | ------------------ |
| NAME             | Bischl, Matthias   |
| KURZBESCHREIBUNG | deutscher Biathlet |
| GEBURTSDATUM     | 21. August 1988    |